# 마시멜로 (음악가)
마시멜로(영어: Marshmello, 1992년 5월 19일 ~ )는 미국의 DJ, 음악 프로듀서이다. 초기에는 잭 유와 제드의 곡들을 리믹스하며 이름을 알려나갔다. 2017년 1월, "Alone"이 빌보드 핫 100 차트에 진입해 60위까지 올랐다. 대표적인 곡으로는 Alone, Happier등이 있다.

## 음반 목록
- Joytime (2016/1)
- Joytime II (2018/6)
- Joytime III (2019/8)
- JoYtime Ⅳ (2020/9)